# Acrocercops clinogramma
Acrocercops clinogramma är en fjärilsart som beskrevs av Edward Meyrick 1930. Acrocercops clinogramma ingår i släktet Acrocercops och familjen styltmalar.
Artens utbredningsområde är Vietnam. Inga underarter finns listade i Catalogue of Life.